# Milan Janković
Milan Janković (31 de diciembre de 1959, Belgrado, Yugoslavia) es un exfutbolista serbio. Jugó en el NK Maribor (1978-1980), el Estrella Roja de Belgrado (1980-1987), el Real Madrid (1987-1988) y el Anderlecht (1988-1990), además de doce partidos con la selección de Yugoslavia.

## Biografía
Tras empezar jugando en el modesto NK Maribor, en 1980 fichó por el gigante de la entonces Yugoslavia, el Estrella Roja de Belgrado, convirtiéndose en una de las figuras del club balcánico, teniendo también una grave lesión la temporada 1982-83.
Con 27 años, en enero de 1987 fichó por el Real Madrid de la Liga Española de fútbol, compartiendo vestuario con la llamada por entonces «Quinta del Buitre», jugando con figuras como Emilio Butragueño, Hugo Sánchez, Rafael Gordillo, «Paco» Buyo o «Míchel», ganando también el campeonato liguero español.
En 1988 fichó por el RSC Anderlecht belga, donde puso fin a su carrera el año 1990, con 30 años. Tras su retirada, se trasladó a vivir a Australia, a la ciudad de Cairns, ciudad natal de su esposa.

### Carrera internacional
Pese a estar considerado uno de los mejores futbolistas yugoslavos de su época, Janković solo jugó 12 partidos con la selección de fútbol de Yugoslavia, sin disputar ningún torneo internacional. Debutó y marcó su primer y único gol en un amistoso contra Brasil en abril de 1986.

## Clubes
| Club                      | País       | Año         | Partidos | Goles |
| NK Maribor                | Yugoslavia | 1978 - 1980 | 45       | 9     |
| Estrella Roja de Belgrado | Yugoslavia | 1980 - 1987 | 151      | 20    |
| Real Madrid CF            | España     | 1987 - 1988 | 38       | 4     |
| RSC Anderlecht            | Bélgica    | 1988 - 1990 | 36       | 6     |